# Jacob van Ruisdael
Jacob Izaacksz. van Ruisdael (o Ruysdaal)  /ˈjaːkɔp fɑn ˈrœyzˌdaːl/ (Haarlem, c. 1628-1682) fue un pintor barroco neerlandés, especializado en la pintura de paisaje. Produjo también algunos grabados.

## Vida
Hijo de Isaack van Ruisdael, pintor y fabricante marcos, y sobrino de Salomon van Ruysdael, debió de formarse en el entorno familiar. El nombre Van Ruisdael está relacionado con un castillo, ahora perdido, en el pueblo de Blaricum. El pueblo fue el hogar del abuelo de Jacob, el fabricante de muebles Jacob de Goyer. Cuando De Goyer se mudó a Naarden, tres de sus hijos cambiaron su nombre a Van Ruysdael o Van Ruisdael, probablemente para indicar su origen. Dos de los hijos de De Goyer se convirtieron en pintores: el padre de Jacob, Isaack van Ruisdael y su conocido tío Salomon van Ruysdael. El propio Jacob siempre deletreaba su nombre con una "i", mientras que su primo, el hijo de Salomon, Jacob Salomonszoon van Ruysdael, también paisajista, deletreaba su nombre con una "y". El primer biógrafo de Jacob, Arnold Houbraken, lo llamó Jakob Ruisdaal.

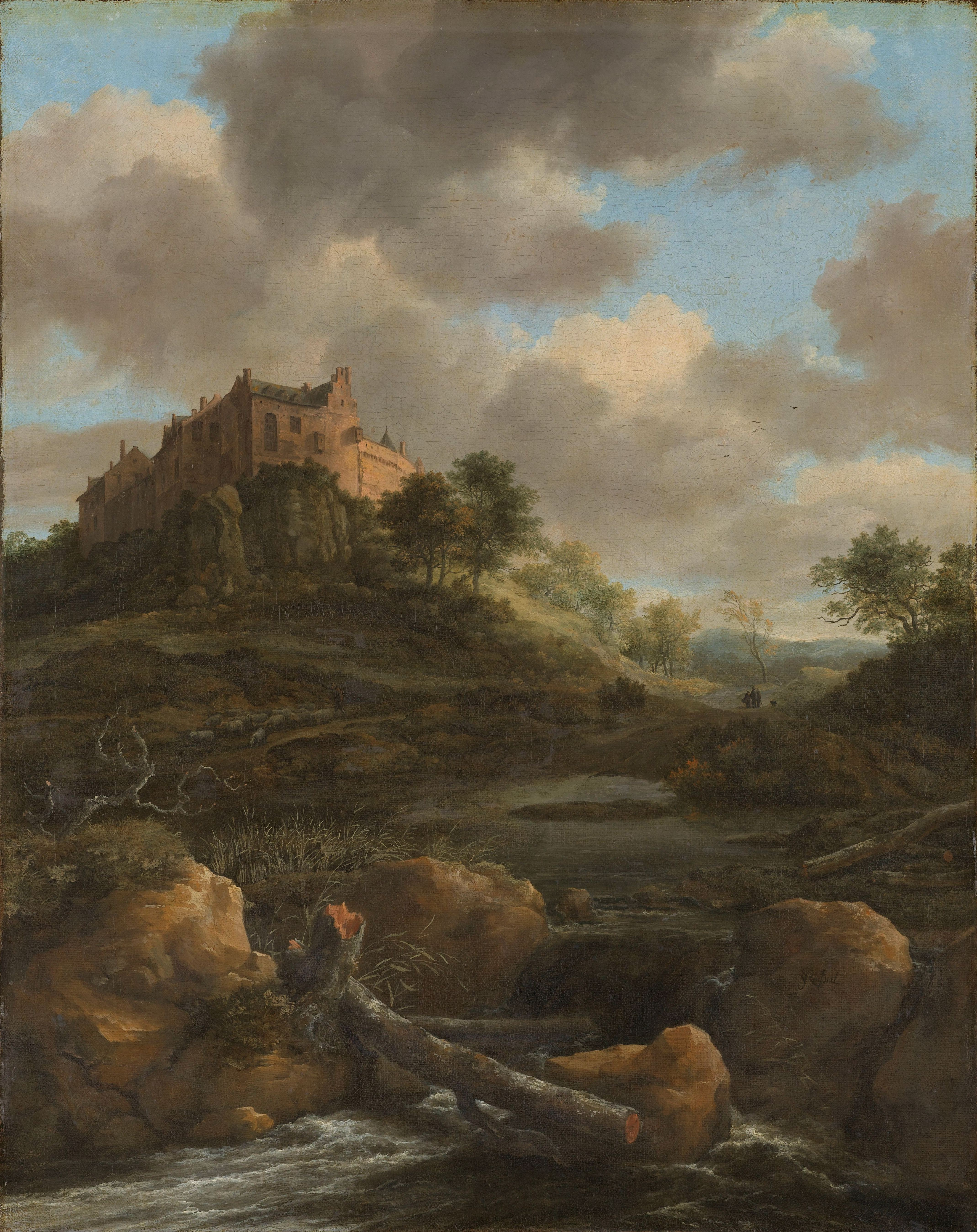
Pintura de paisaje con castillo en segundo plano: Una vista del castillo de Bentheim (década de 1650) por Jacob van Ruisdael

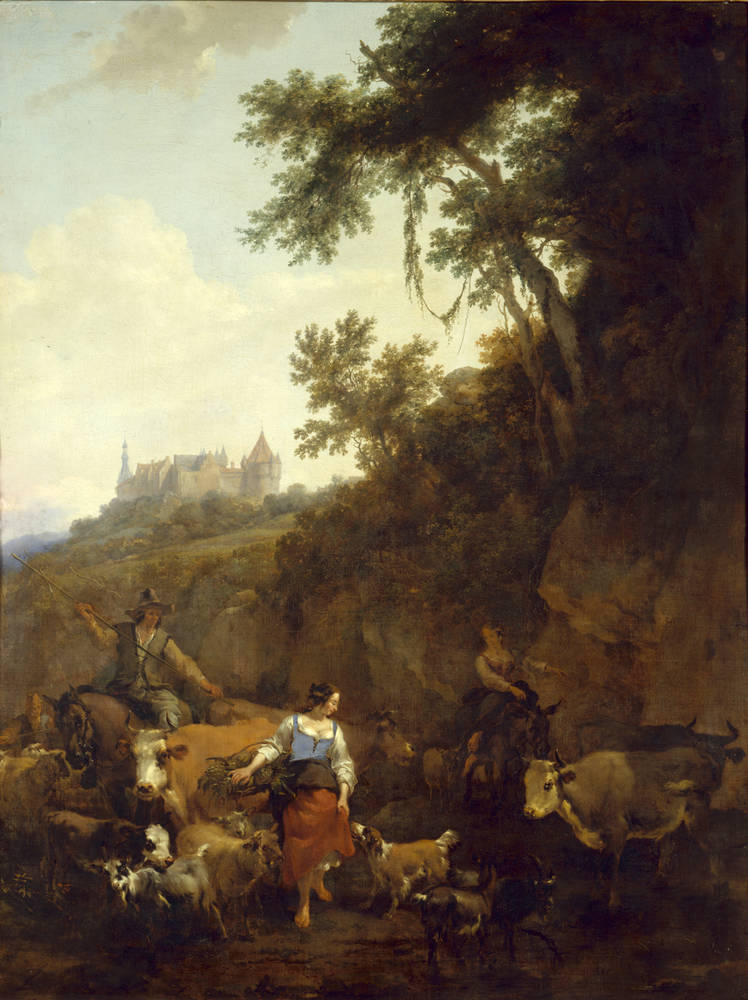
Nicolaes Berchem, Vista de Burg Bentheim (c. 1656)

No se sabe si la madre de Van Ruisdael fue la primera esposa de Isaack van Ruisdael, cuyo nombre se desconoce, o su segunda esposa, Maycken Cornelisdochter. Isaack y Maycken se casaron el 12 de noviembre de 1628.
El maestro de Van Ruisdael también es desconocido. A menudo se asume que Van Ruisdael estudió con su padre y su tío, pero no hay evidencia de esto. Parece haber sido fuertemente influenciado por otros paisajistas locales contemporáneos de Haarlem, sobre todo Cornelis Vroom y Allaert van Everdingen.
La fecha más antigua que aparece en las pinturas y grabados de Van Ruisdael es 1646. Dos años después de esta fecha fue admitido como miembro de la guilda de San Lucas de Haarlem. En ese momento, las pinturas de paisajes eran tan populares como las pinturas de historia en los hogares holandeses, aunque en el momento del nacimiento de Van Ruisdael, las pinturas de historia aparecían con mucha más frecuencia. Este crecimiento en la popularidad de los paisajes continuó a lo largo de la carrera de Van Ruisdael.
Alrededor de 1657, Van Ruisdael se mudó a Ámsterdam, para entonces una ciudad próspera que probablemente habría ofrecido un mercado mayor para su trabajo. Su compañero pintor de Haarlem, Allaert van Everdingen, ya se había mudado a Ámsterdam y había encontrado mercado allí. El 17 de junio de 1657 fue bautizado en Ankeveen, cerca de Naarden, como miembro de la Iglesia reformada neerlandesa. Van Ruisdael vivió y trabajó en Ámsterdam durante el resto de su vida. En 1668, su nombre aparece como testimonio del matrimonio de Meindert Hobbema, su único alumno registrado, pintor cuyas obras se han confundido a veces con las de Van Ruisdael.
Para un paisajista, parece que Van Ruisdael viajó relativamente poco: a Blaricum, Egmond aan Zee y Rhenen en la década de 1640. En 1649 viajó a Rhenen, en la provincia de Utrecht, y un año después, en compañía de Nicolaes Berchem, marchó a Alemania donde los amigos visitaron el castillo de Bad Bentheim y el de Steinfurt en Westfalia, que inspiran algunas de sus obras posteriores.  Después, posiblemente con Hobbema, al otro lado de la frontera alemana de nuevo en 1661, a través de Veluwe, Deventer y Ootmarsum. A pesar de los numerosos paisajes noruegos de Van Ruisdael, no hay constancia de que haya viajado a Escandinavia.
Ruisdael falleció en Ámsterdam hacia el 10 de marzo de 1682 y fue enterrado en la iglesia de San Bavón de Haarlem el 14 de ese mes ("sin embargo, esta es la fecha del entierro de Jacob Salomonsz. Ruisdael".).
Adriaen van de Velde, Philips Wouwerman, Johannes Lingelbach y el propio Nicolaes Berchem colaboraron con Ruisdael, pintándole las figuras de sus paisajes y se cree que pudo colaborar también con Thomas de Keyser, a quien habría pintado el paisaje de su monumental retrato de la familia del burgomaestre de Ámsterdam.

## Contexto

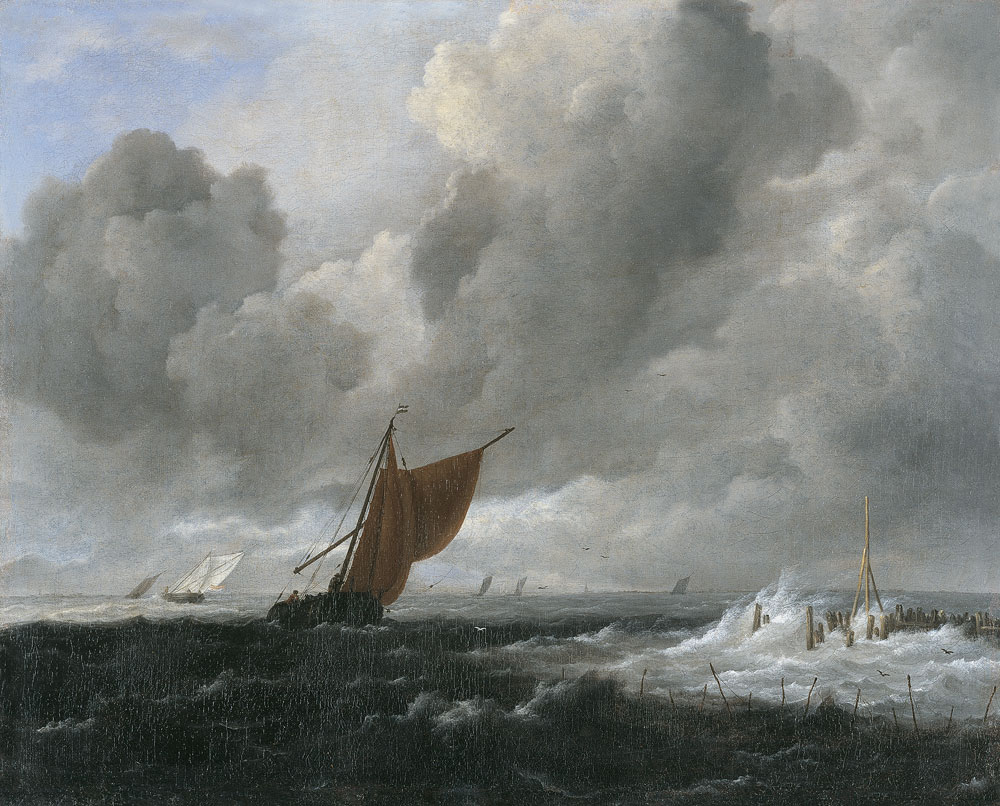
Mar tormentoso con barcos de vela, hacia 1668, Museo Thyssen-Bornemisza

Van Ruisdael y su arte no deben considerarse al margen del contexto de la increíble riqueza y los cambios significativos que se produjeron durante la Edad de Oro holandesa. En su estudio sobre el arte y la cultura holandeses del siglo XVII, Simon Schama señala que "nunca se puede dejar de enfatizar que el período entre 1550 y 1650, cuando se estaba estableciendo la identidad política de una nación holandesa independiente, fue también una época de gran dramatismo físico y alteración de su paisaje". La descripción de Van Ruisdael de la naturaleza y la tecnología holandesa emergente están envueltas en esto. Christopher Joby sitúa a Van Ruisdael en el contexto religioso del calvinismo de la República Holandesa. Afirma que la pintura de paisajes se ajusta al requisito de Calvino de que solo lo que es visible puede representarse en el arte, y que las pinturas de paisajes como las de Van Ruisdael tienen un valor epistemológico que proporciona un apoyo adicional para su uso dentro de las iglesias reformadas.
El historiador del arte Yuri Kuznetsov sitúa el arte de Van Ruisdael en el contexto de la guerra de independencia contra España. Los paisajistas holandeses "fueron llamados a hacer un retrato de su tierra natal, dos veces ganada por los holandeses, primero al mar y luego a los extranjeros". Jonathan Israel, en su estudio de la República Holandesa, llama al período entre 1647 y 1672 la tercera fase del arte holandés de la Edad de Oro, en la que los comerciantes ricos querían pinturas grandes, opulentas y refinadas, y los líderes cívicos llenaron sus ayuntamientos con grandes pinturas que contenían mensajes republicanos.

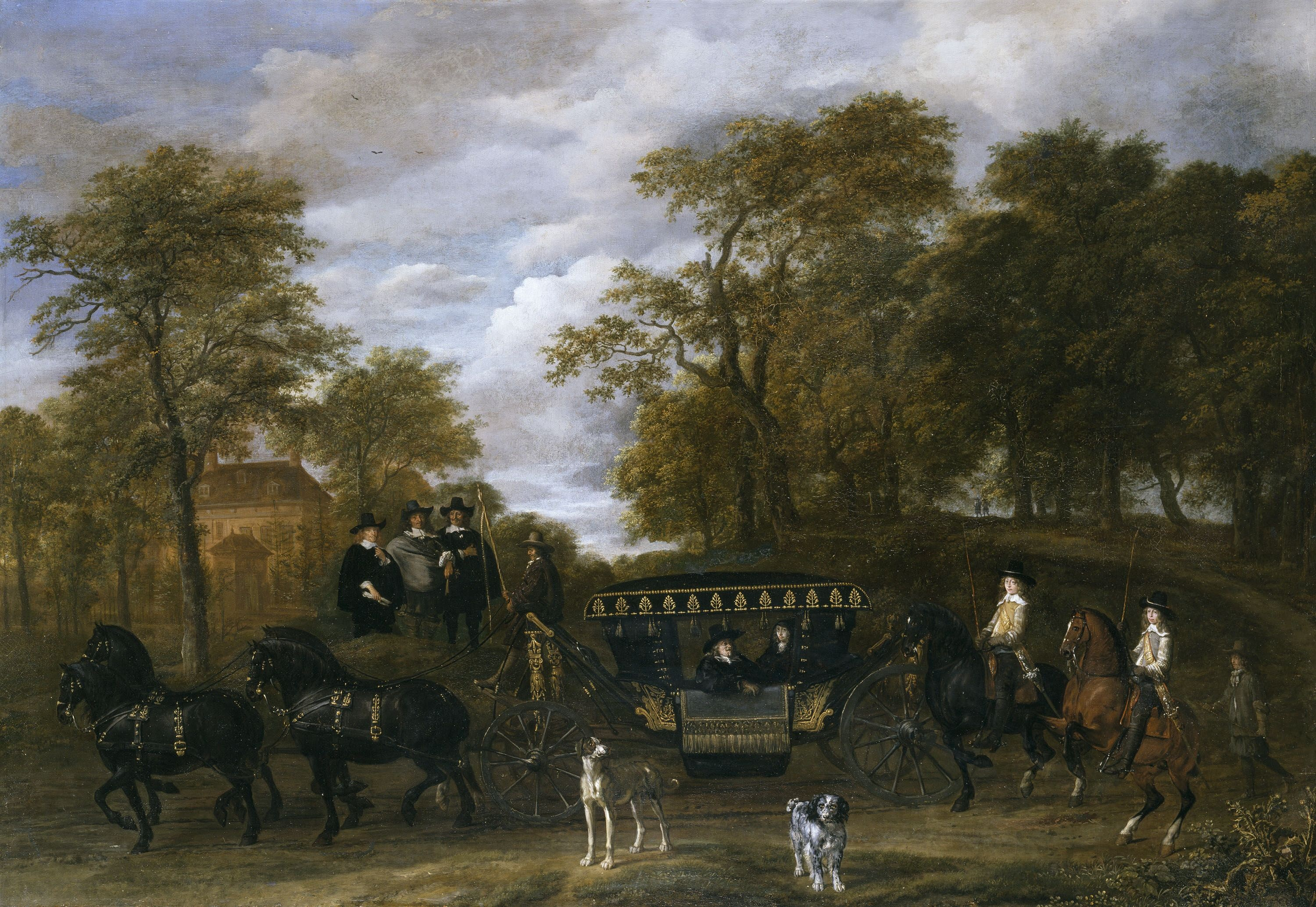
Cornelis de Graeff y su familia llegando al palacio de Soestdijk, ca.1660

Además, los holandeses ordinarios de clase media comenzaron a comprar arte por primera vez, lo que generó una gran demanda de pinturas de todo tipo. Esta demanda fue satisfecha por enormes gremios de pintores. Los pintores maestros establecieron estudios para producir una gran cantidad de pinturas rápidamente. Bajo la dirección del maestro, los miembros del estudio se especializaban en partes de una pintura, como figuras en paisajes o vestimentas en retratos y pinturas históricas. Los maestros a veces agregaban algunos toques para autenticar un trabajo realizado principalmente por los alumnos, para maximizar tanto la velocidad como el precio. Numerosos marchantes de arte organizaron concursos en nombre de los patrocinadores, así como también compraron obras no encargadas para venderlas. Los paisajistas no dependían de los encargos como la mayoría de los pintores y, por lo tanto, podían pintar para tener en existencias. En el caso de Van Ruisdael, no se sabe si tenía existencias para venderlas directamente a los clientes o vendía sus obras a través de distribuidores, o ambas cosas. [145] Los historiadores del arte solo conocen un encargo, una obra para el rico burgomaestre de Ámsterdam Cornelis de Graeff, pintada conjuntamente con Thomas de Keyser.

## Obras

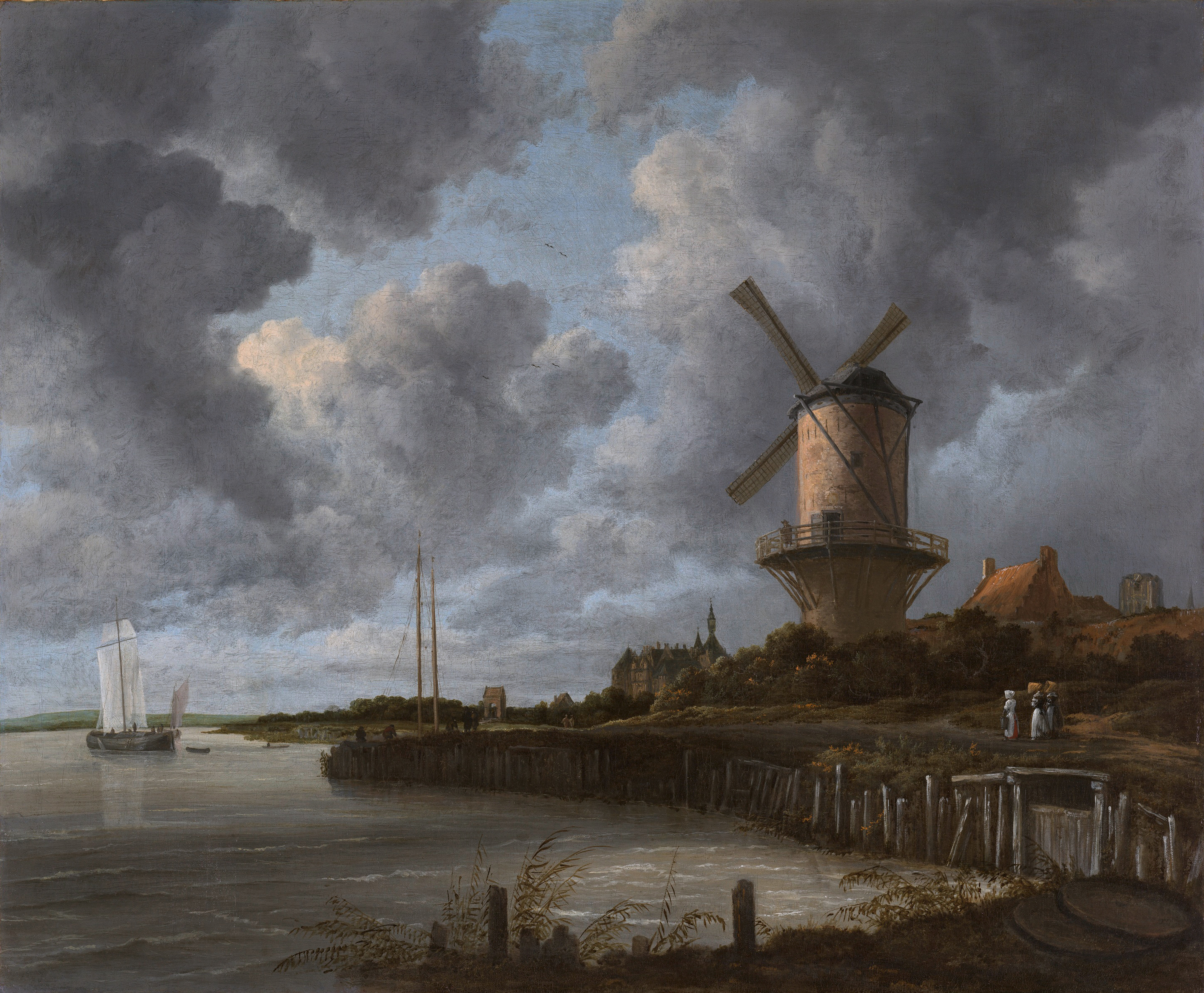
El molino de Wijk bij Duurstede, h. 1670

Ruisdael fue muy prolífico, y a partir del siglo XVIII sus obras ganaron estimación y se dispersaron por museos y colecciones de media Europa; algunas se encuentran en el Louvre y en la National Gallery, Londres, así como en colecciones de La Haya, Ámsterdam, Berlín, y Dresde. En España la presencia de obras de Ruisdael hubo de ser casi nula hasta tiempos recientes; el Museo del Prado, heredero de la colección real, carece de ejemplos fiables de este artista. Si se encuentran obras suyas en el Museo Thyssen-Bornemisza, depositario de un relevante repertorio de pintura holandesa que cuenta con tres paisajes de Ruisdael (Vista de Naaarden, 1647; Camino atravesando campos de cereal cerca de Zuider Zee, hacia 1660; y Mar tormentoso con barcos de vela, hacia 1668) y otros tantos atribuidos o del taller, y en el Museo de Bellas Artes de Bilbao (Pantano en un bosque al anochecer), adquirido en 1992.
Sus temas favoritos son simples escenas boscosas, parecidas a las de Everdingen y Hobbema. Destaca como pintor de árboles, y su representación del follaje, en particular de la edad de la hoja del roble, lo caracteriza con gran precisión. Sus vistas de ciudades a lo lejos, como la de Haarlem en posesión del marqués de Bute, y la de Katwijk en la Galería de la Corporación de Glasgow, indica claramente la influencia de Rembrandt.
A menudo pintó escenas de costa y marinas, pero sus mejores obras representan la soledad de los bosques. Los temas de algunas escenas de montaña parece que han sido tomadas de Noruega, y ello ha llevado a la suposición de que Ruisdael viajó a ese país. No hay, sin embargo, ninguna prueba que documente ese viaje, y las obras en cuestión pudieron ser meras adaptaciones de paisajes de Van Everdingen, cuyo estilo copió en una época. Sólo hay un tema arquitectónico en su pincel: un admirable interior de la Nueva Iglesia, Ámsterdam. El color que predomina en sus paisajes es un rico color verde, que, sin embargo, se ha oscurecido con el tiempo, mientras que un gris claro caracteriza sus piezas marinas. El arte de Ruisdael, mientras muestra poco del conocimiento científico de los paisajistas posteriores, es sensible y poético en su sentimiento, directo y hábil en su técnica. Las figuras apenas se introducen en sus composiciones, y las que lo hacen se cree que proceden de los pinceles de otros pintores como Adriaen van de Velde, Philips Wouwerman, Johannes Lingelbach y Nicolaes Berchem.
A diferencia de otros paisajistas holandeses, Ruisdael pensaba con cuidado y arreglaba sus composiciones, introduciendo en ellas una infinita variedad de sutiles contrastes en la formación de las nubes, las plantas y formas de los árboles, y el juego de luz. Particularmente destacó al pintar paisajes con nubes que se desparraman como una bóveda sobre el paisaje, y determinan la luz y sombra de los objetos.
Ruisdael hizo algunos grabados al aguafuerte, que serían reproducidos por Charles Amand-Durand en 1878 con texto de Georges Duplessis. El Campo de trigo y Los Viajeros están caracterizados por Duplessis como grabados de alta calidad que pueden considerarse las expresiones más significativas del arte paisajista en los Países Bajos.

## Progresión de estilo

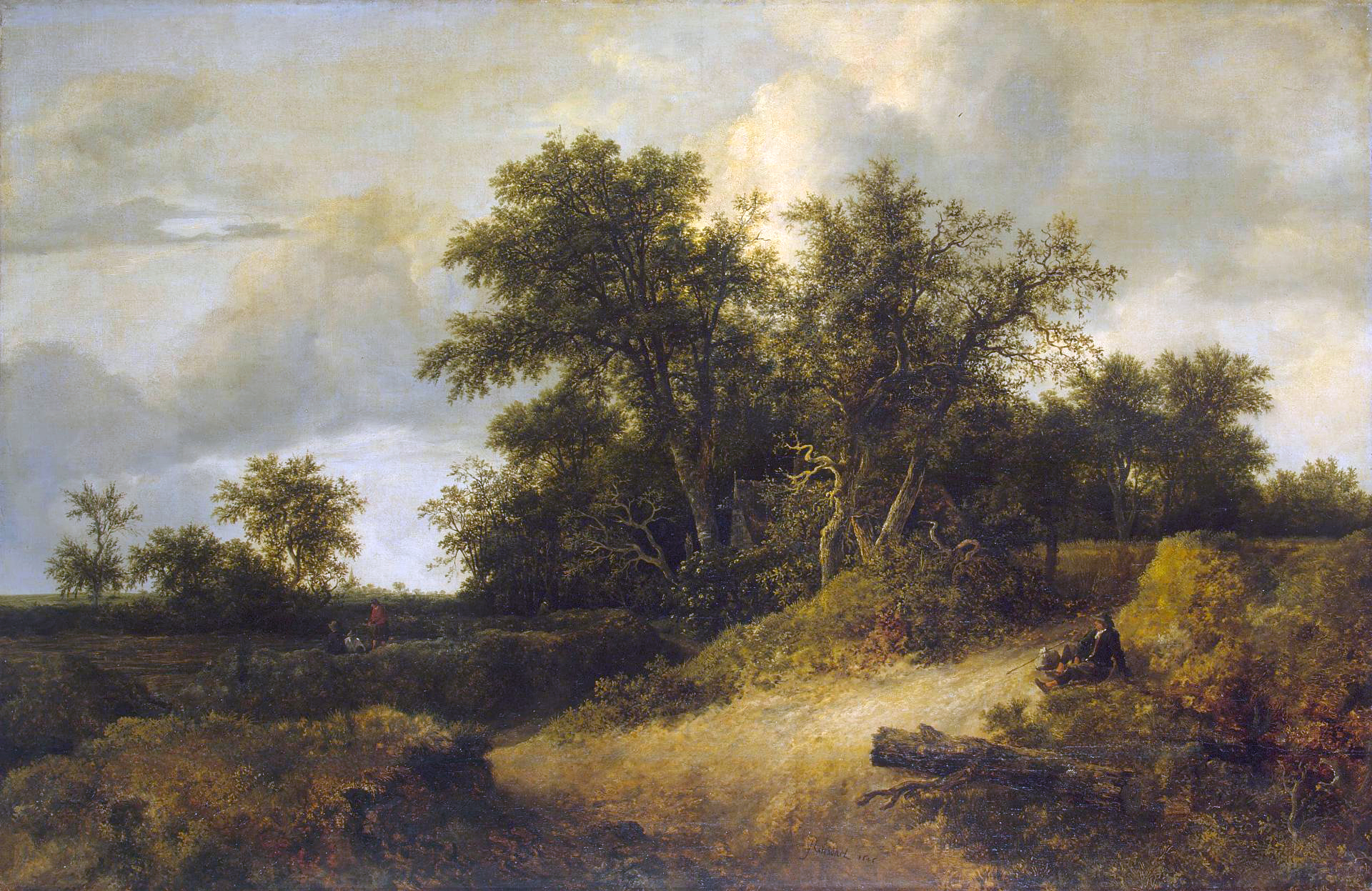
Paisaje con una casa en una arboleda

Lo mismo que su tío Salomon Ruysdael, dio una imagen de la naturaleza casi romántica ya en su apasionada vibración luminosa (Pérez Sánchez).

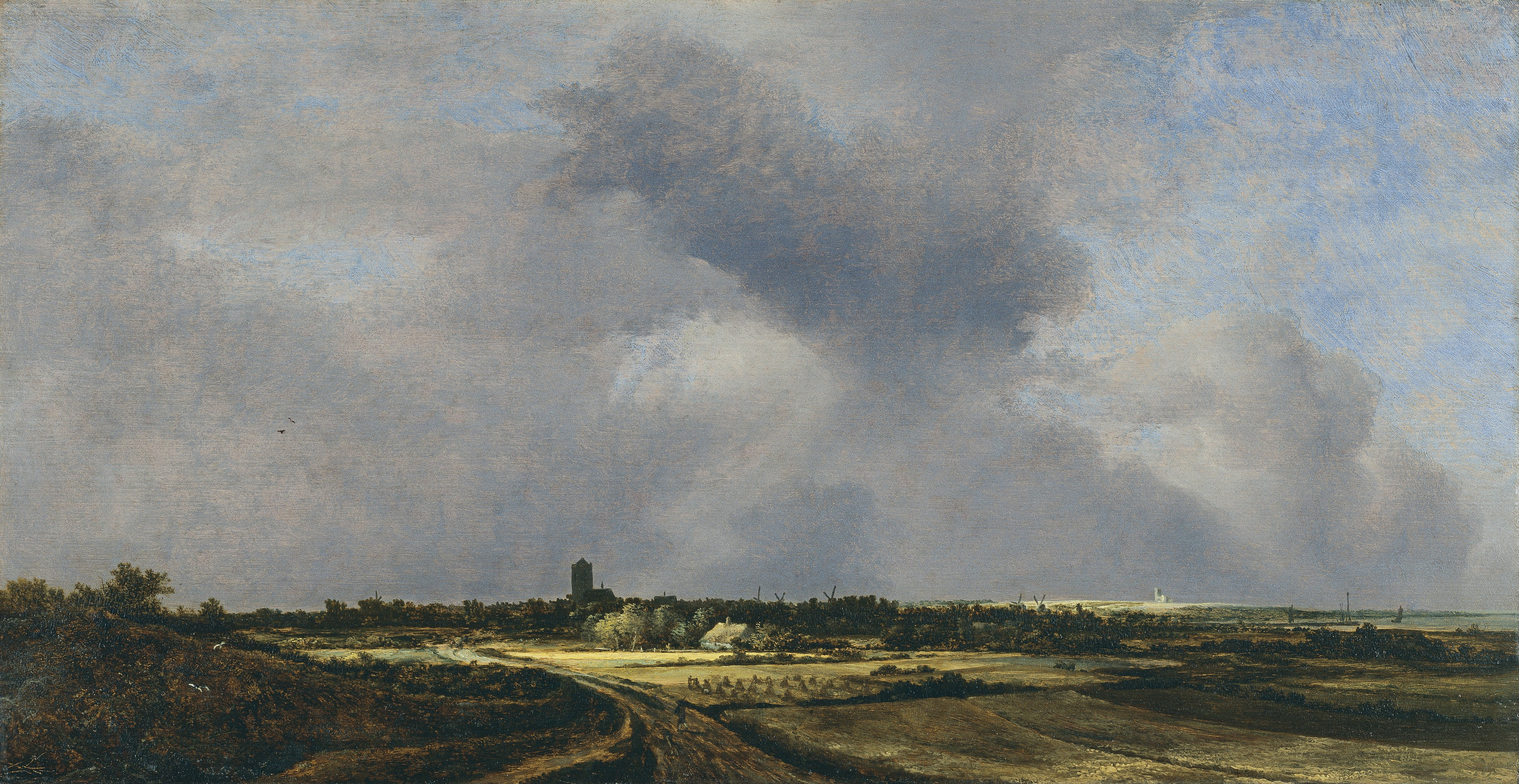
Vista de Naarden

Es característico de su primera época (1646-1655) la elección de motivos muy simples y un estudio cuidadoso y laborioso de los detalles de la naturaleza. El tiempo entre su marcha de Haarlem y su establecimiento en Ámsterdam pudo haberlo pasado viajando, lo que le ayudó a obtener un punto de vista más amplio sobre la naturaleza y ampliar el horizonte de su arte. Una magnífica vista del Castillo de Bentheim (que está ubicado en Bad Bentheim en Baja Sajonia), datado en 1654, sugiere que sus viajes llegaron hasta Alemania. En la década de los años 1660 pintó obras como El cementerio judío (hay una versión anterior), en que reflejaba en una atmósfera tormentosa el cementerio Beth Haim de judíos portugueses de Ámsterdam. En su última época (1675 en adelante), muestra cierta tendencia a composiciones sobrecargadas, y afecta una tonalidad más oscura, lo que en parte puede deberse a usar una pintura delgada sobre fondo oscuro. Al final, en su acercamiento a un estado de ánimo más romántico, prefirió inspirarse en otros maestros, en lugar de acudir directamente a la naturaleza, siendo su tema favorito los torrentes y las cascadas, y castillos en ruina sobre altas montañas, que frecuentemente están tomados de las vistas de Suiza hechas por Roghmau.

### Primera época
La obra de Jacob van Ruisdael desde 1646 hasta principios de la década de 1650, mientras aún vivía en Haarlem, se caracteriza por motivos simples y un estudio cuidadoso y laborioso de la naturaleza: dunas, bosques y efectos atmosféricos. Al aplicar una pintura más densa que sus antecesoras, confiere a su follaje una calidad pronunciada, expresando la savia que fluye por las ramas y hojas. Su representación precisa de los árboles no tiene precedentes: los géneros de sus árboles son los primeros en ser perfectamente identificables por los botánicos modernos. Sus primeros bocetos introducen motivos que serán recurrentes a lo largo de su obra: una sensación de espacio y luminosidad, y una atmósfera etérea obtenida con toques de tiza cuasi puntillista. La mayoría de sus treinta bocetos con tiza negra que se conservan datan de este período.
Paisaje con una casa en una arboleda, una de sus primeras obras, que data de 1646, es un ejemplo de su estilo original. Rompe con la clásica tradición holandesa de representar inmensas vistas de las dunas, con casas y árboles que sirven como marcos en el fondo. En cambio, coloca dunas prominentes cubiertas de árboles en el centro de la escena, con un paisaje nublado que enfoca una luz fuerte en un camino arenoso. El impresionante efecto resultante se ve acentuado por el gran tamaño del lienzo, “tan sorprendente para la obra de un pintor inexperto”, según Irina Sokolova, comisaria del museo del Hermitage donde se conserva el cuadro. El historiador del arte Cornelis Hofstede de Groot escribe sobre este cuadro que “parece casi increíble que sea obra de un chico de diecisiete años”.
Su primer paisaje panorámico, Vista de Naarden, data de 1647. El motivo de un cielo abrumador y una ciudad lejana, en este caso el lugar de nacimiento de su padre, es un tema al que volverá en sus últimos años. En este momento, todavía pintó su propia personalización, siendo un buen ejemplo Paisaje con cabaña y árboles (1646 ). Posteriormente, dejó esta tarea a sus alumnos o a otros artistas.
Por razones desconocidas, deja casi por completo de fechar su obra desde 1653. Sólo cinco de sus obras de la década de 1660, y ninguna de las de 1670 y 1680, están fechadas. Por lo tanto, el trabajo de datación realizado por los expertos se basa en gran medida en cuidadosas investigaciones y especulaciones.
Sus trece grabados conocidos datan todos de sus inicios, el primero data de 1646. No se sabe quién le enseñó el arte del grabado. No hay grabados firmados por su padre, su tío o su contemporáneo pintor de Haarlem Cornelis Vroom, que son las tres principales influencias en sus primeras pinturas. Sus grabados también tienen poco en común con el estilo o la técnica de los de Rembrandt. Hay pocas copias originales de sus aguafuertes; de cinco de ellas solo se conoce una. Su rareza sugiere que Ruisdael los consideraba ensayos, lo que no justificaba ediciones más amplias. El historiador del arte y experto en grabado Georges Duplessis considera que El campo de Wheat y Los viajeros son los grabados que mejor ilustran la genialidad de Ruisdael para el grabado.

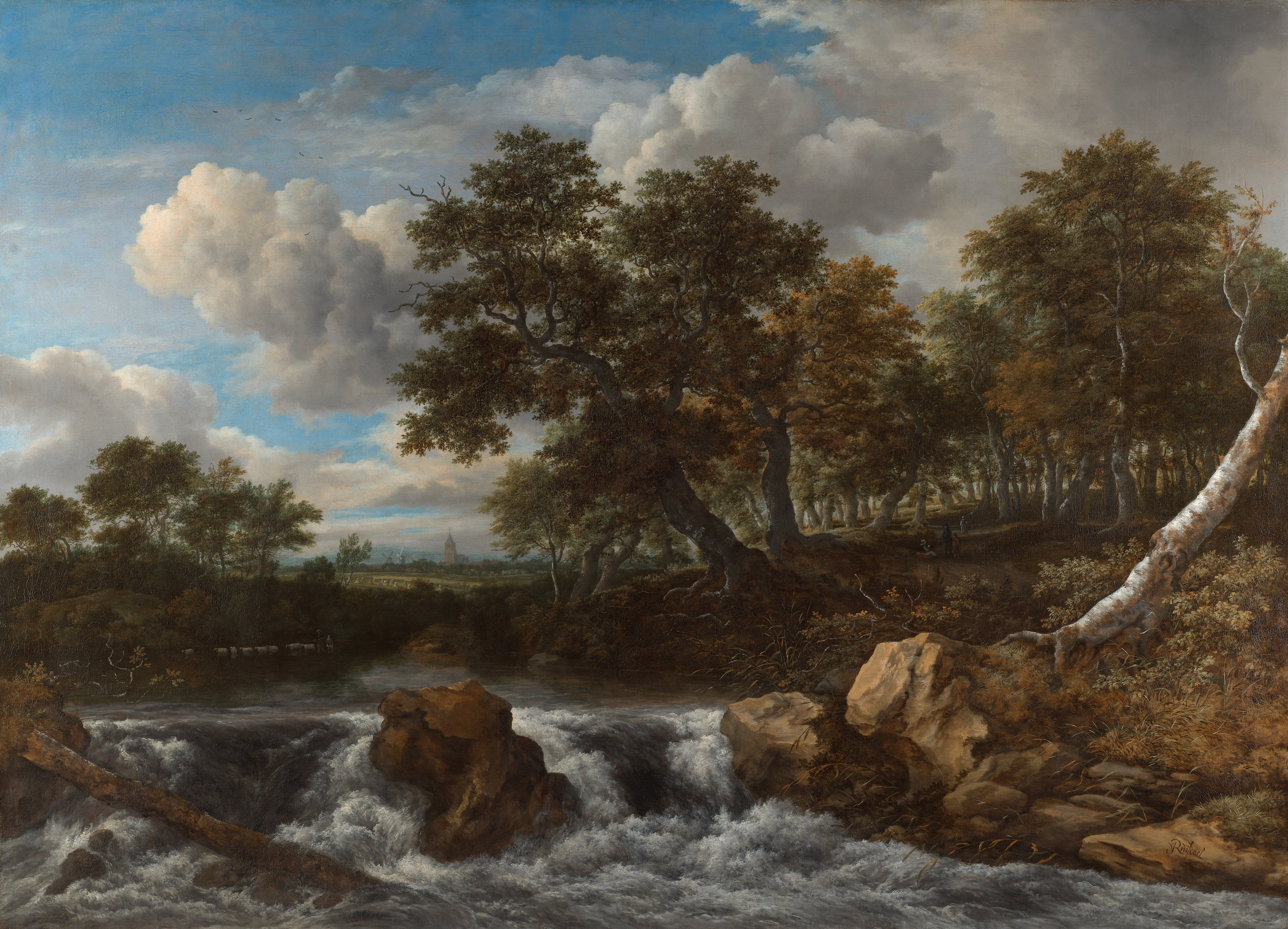
Paisaje con salto de agua

### Periodo intermedio

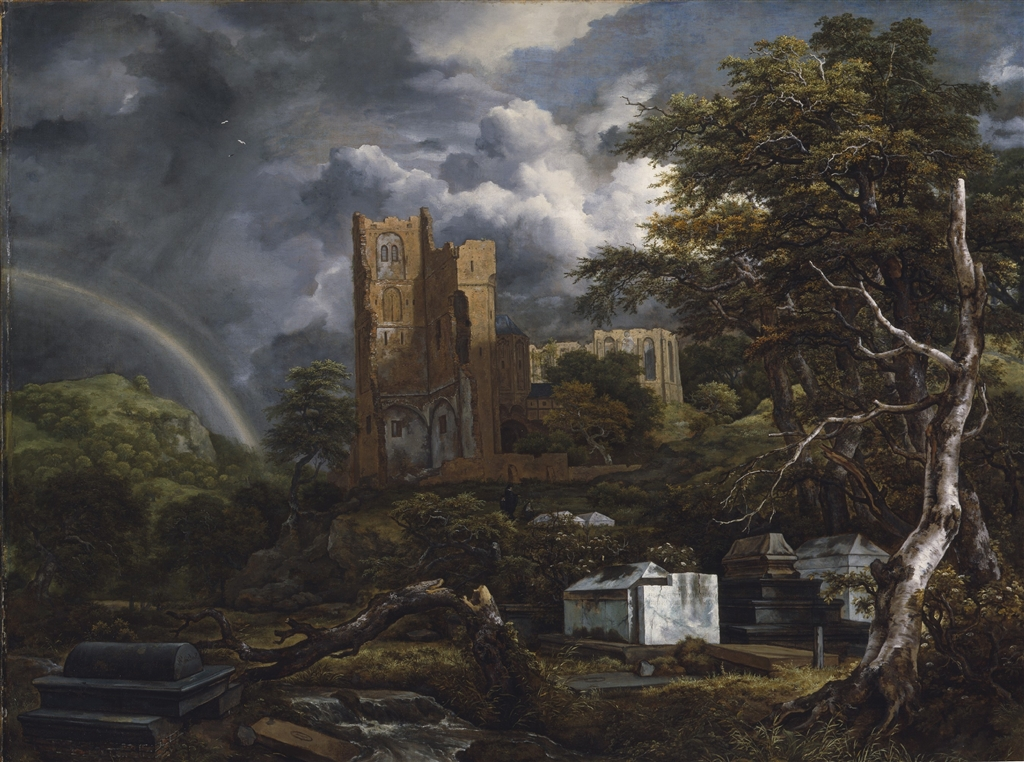
Cementerio judío y ruinas de la Abadía de Egmond

Tras su viaje a Alemania, sus paisajes adquieren un giro más majestuoso, con formas más amplias y prominentes. Pintó una docena de vistas del castillo de Bentheim, casi todas las cuales lo ubican en lo alto de una colina, siendo la más impresionante para Seymour Slive la que se conserva en la Galería Nacional de Irlanda y que lo ubica en una montaña. Cabe destacar que durante esta serie de pinturas, el pintor aporta muchos cambios al entorno del castillo, que de hecho está ubicado en una colina baja y poco imponente. Estas variaciones son consideradas por los historiadores del arte como una prueba del talento del artista para la composición, teniendo su obra a menudo la característica de no ser un fiel reflejo de la realidad. En efecto, se inspira en la realidad con gran realismo, pero exagera o reordena ciertos detalles para acentuar tanto la atmósfera y la emoción, como el contenido de sus obras.

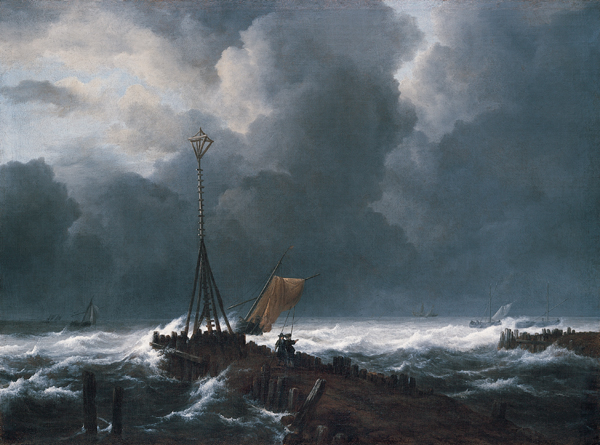
Mar embravecido cerca de un embarcadero

Durante su viaje a Alemania estudió los molinos de agua y los convirtió en el motivo principal de varias pinturas, algo inaudito en ese momento. El cuadro Dos molinos de agua con compuerta abierta (1653), es un ejemplo perfecto. Las ruinas de la Abadía de Egmond, cerca de Alkmaar, son otro de los temas predilectos del artista, que las representa en sus dos versiones del cementerio judío. En estas dos obras, opone la naturaleza y los edificios, que son invadidos por los árboles y arbustos que rodean el cementerio.

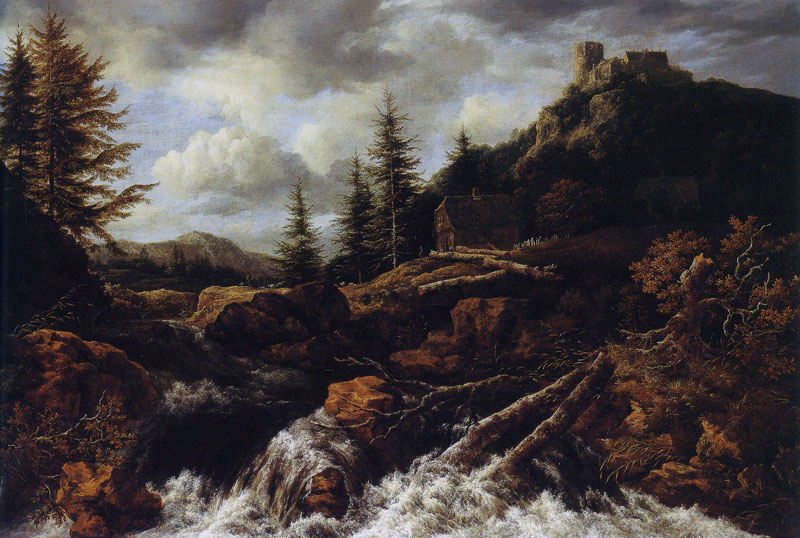
Cascada en un paisaje montañoso con un castillo en ruinas (entre 1665 y 1670), colección privada de Mount Stuart House, Isla de Bute.

Sus primeros paisajes escandinavos representan pinos altos, montañas escarpadas, grandes rocas y torrentes vertiginosos. Aunque son convincentemente reales, se basan en obras de arte anteriores más que en la experiencia directa. De hecho, nada indica que hizo el más mínimo viaje a Escandinavia, incluso si Allart van Everdingen se quedó allí en 1644 y popularizó este subgénero. Para Hofstede de Groot, las composiciones de Ruisdael superan rápidamente a las mejores pinturas de Everdingen. En total, produjo más de 150 paisajes escandinavos con cascadas, incluida Cascada en un paisaje de montaña con un castillo en ruinas (entre 1665 y 1670), considerado por Slive como su obra maestra del género.
Fue en esta época cuando empezó a pintar escenas costeras y marinas, influenciado por el estilo de Simon de Vlieger y Jan Porcellis. Uno de los más espectaculares es Mar embravecido cerca de un embarcadero, cuya paleta se restringe al negro, blanco y azul con algunos toques de marrón. Sin embargo, las escenas de bosque siguen siendo para él un tema de elección, como Marisma boscosa (c. 1665), que es su pintura más famosa en el Museo del Hermitage, y que representa una escena primitiva con abedules y robles rotos y ramas que se extienden hacia el cielo en medio de un estanque cubierto de maleza. Su única obra por encargo establecida con certeza data de este período, producida conjuntamente con Thomas de Keyser hacia 1660, representa a Cornelis de Graeff y su familia llegando al palacio de Soestdijk. En este cuadro, Ruisdael pintó el paisaje y Keyser los personajes y el carruaje.

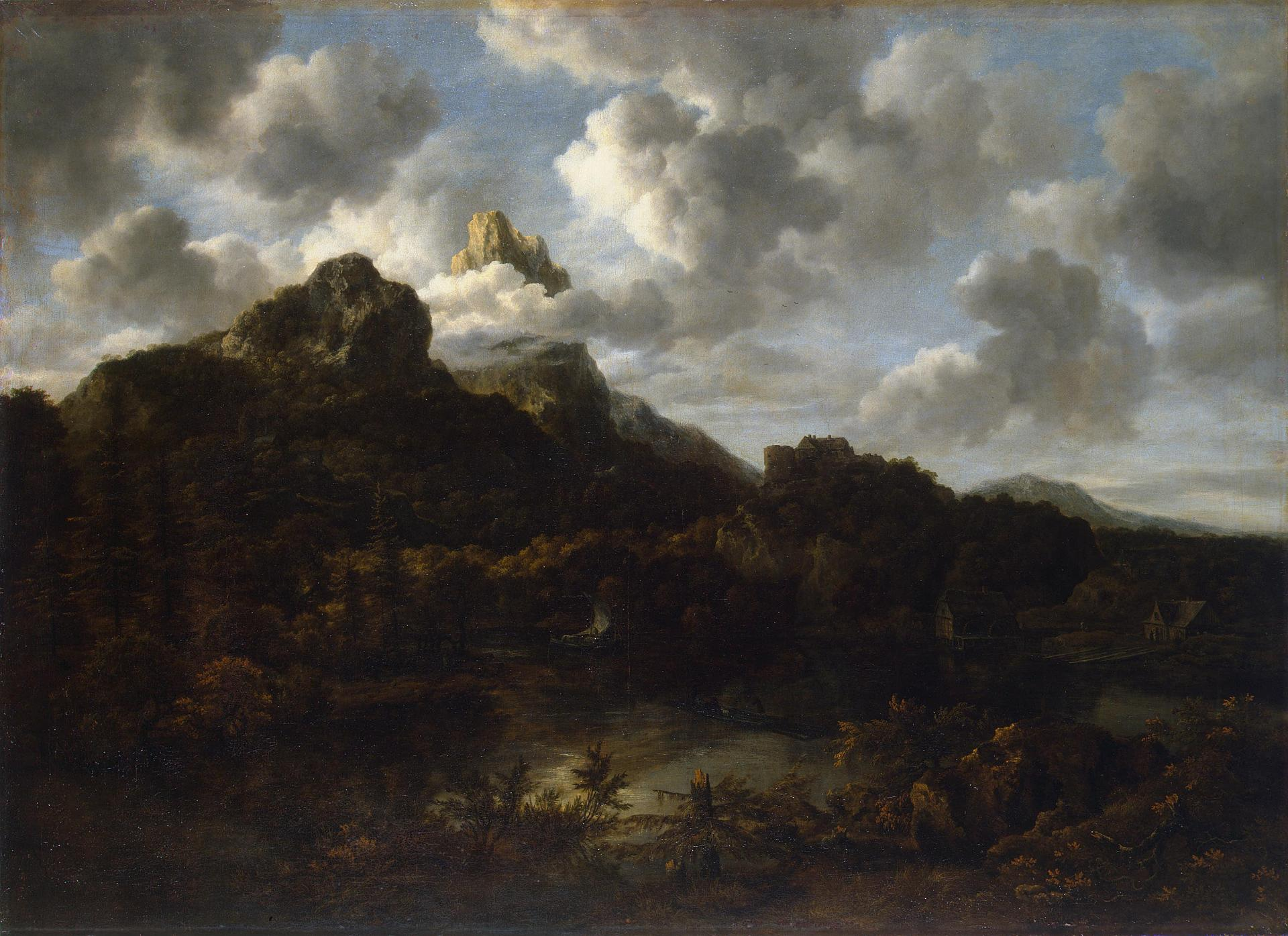
Paisaje de montaña con molino

### Obras tardías

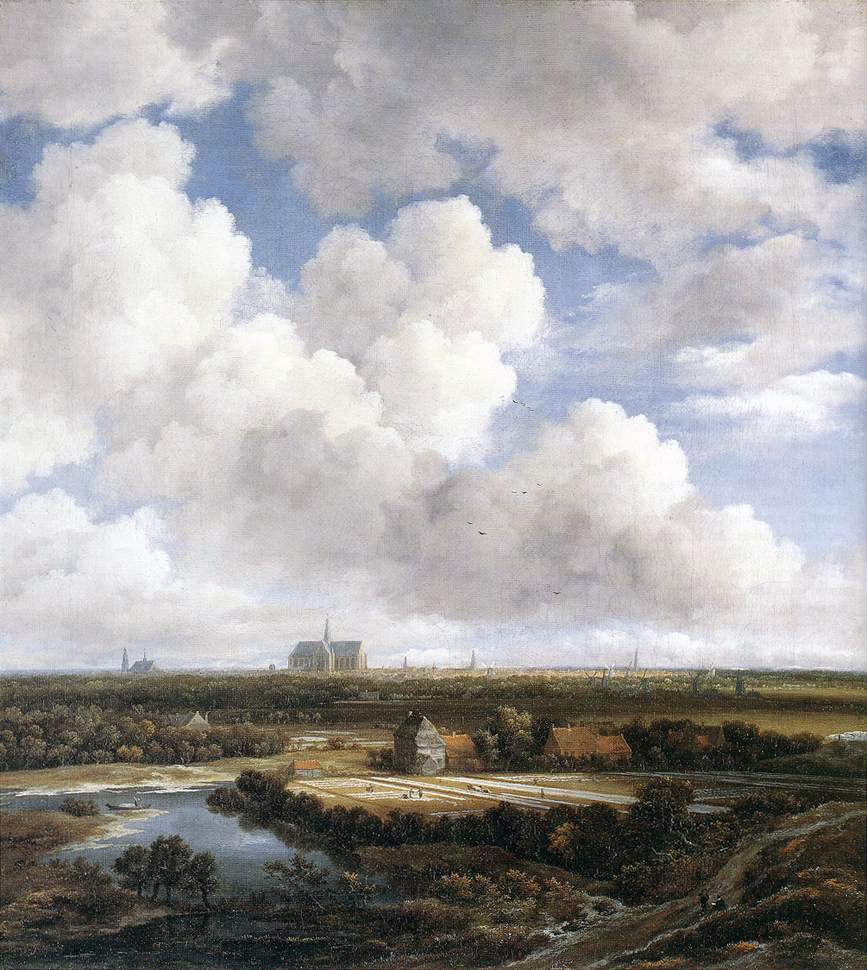
Vista de Haarlem con campos de blanqueo, c. 1665, Kunsthaus Zúrich

Durante su último período, comenzó a representar escenas de montaña, como Paisaje de montaña con molino, que data de finales de la década de 1670, un macizo de belleza salvaje cuyo pico más alto atraviesa las nubes. Los temas de sus pinturas se vuelven mucho más variados. El historiador de arte Wolfgang Stechow ha contado trece temas en el género paisajístico del Siglo de Oro holandés, y Ruisdael abarca todos menos dos de estos temas, sobresaliendo en la mayoría: bosques, ríos, dunas y caminos rurales, panoramas, paisajes imaginarios, cascadas escandinavas, paisajes marinos, playas, paisajes invernales, vistas urbanas y nocturnas. Solo los paisajes italianos y los paisajes extranjeros distintos del escandinavo están ausentes de su obra.
Seymour Slive considera apropiado que un molino de viento sea el tema de una de sus obras más famosas: Molino de Wijk de Duurstede (hacia 1670), que representa Wijk bij Duurstede, una ciudad ribereña a unos 20 kilómetros de Utrecht, con un molino de viento cilíndrico que se eleva por encima de ella. En esta composición, el artista aúna elementos típicamente holandeses, tierras bajas, agua y una vasta extensión de cielo, para que confluyan en el igualmente característico molino de viento. La perdurable popularidad de esta pintura se evidencia en las ventas de postales del Rijksmuseum, ya que ocupa el tercer lugar después de La ronda de noche de Rembrandt y La vista de Delft de Vermeer. Los molinos de viento son también una de las constantes a lo largo de la carrera del pintor.
Varias vistas panorámicas del horizonte de Haarlem y sus campos de blanqueo de lino aparecen en sus obras durante este período. Este subgénero específico, con nubes que crean diferentes gradaciones de bandas alternas de sombra y luz hacia el horizonte, se denomina Panorámicas de Haarlem. Estos panoramas suelen estar dominados por la Iglesia de San Bavón, en la que más tarde será enterrado.
Las vistas de Ámsterdam aparecen en su trabajo, pero relativamente raras veces dado el hecho de que vivió allí durante más de 25 años. Entre ellas se encuentran pinturas de la Plaza Dam, así como Vista del Amstel de Amsteldijk (c. 1680), una de sus últimas obras. Su único tema arquitectónico conocido es un dibujo del interior de la antigua iglesia de Ámsterdam.
Los personajes se introducen con moderación en sus composiciones y rara vez son de su propia mano durante este período, aparte de los que aparecen en la mayoría de sus panoramas, sino más bien interpretados por varios artistas, incluidos su alumno Meindert Hobbema, Nicolaes Berchem, Adriaen van de Velde, Philips Wouwerman, Jan Vonck, Thomas de Keyser, Gerrit Battem y Johannes Lingelbach.

## Legado

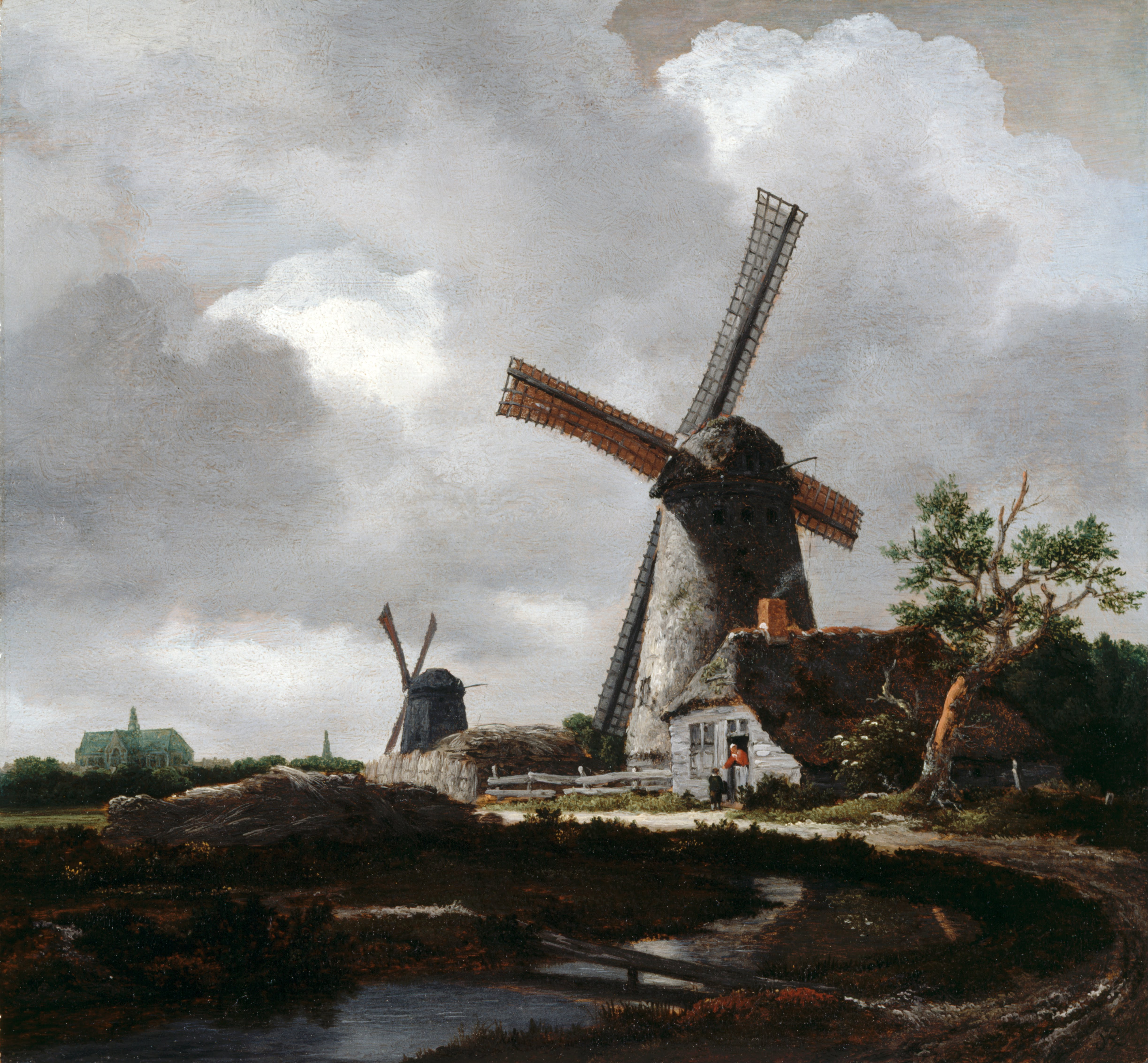
Paisaje con molinos de viento cerca de Haarlem, 1651

Van Ruisdael ha dado forma a las tradiciones de la pintura de paisajes desde los pintores románticos ingleses hasta la escuela de Barbizon en Francia y la escuela del río Hudson en EE. UU., así como a generaciones de paisajistas holandeses. Entre los artistas ingleses influenciados por Van Ruisdael se encuentran Thomas Gainsborough, J. M. W. Turner y John Constable. Gainsborough dibujó, con tiza negra y aguada gris, una réplica de un Van Ruisdael en la década de 1740; ahora ambas pinturas se encuentran en el Louvre de París. Turner hizo muchas copias de Van Ruisdaels e incluso pintó vistas fantásticas de un puerto inexistente al que llamó Port Ruysdael. Constable también copió varios dibujos, aguafuertes y pinturas de Van Ruisdael y fue un gran admirador desde muy joven. "Me atormenta la mente y se adhiere a mi corazón", escribió después de ver a un Van Ruisdael. Sin embargo, pensó que el cuadro del Cementerio Judío era un fracaso, porque consideró que intentaba transmitir algo fuera del alcance del arte.

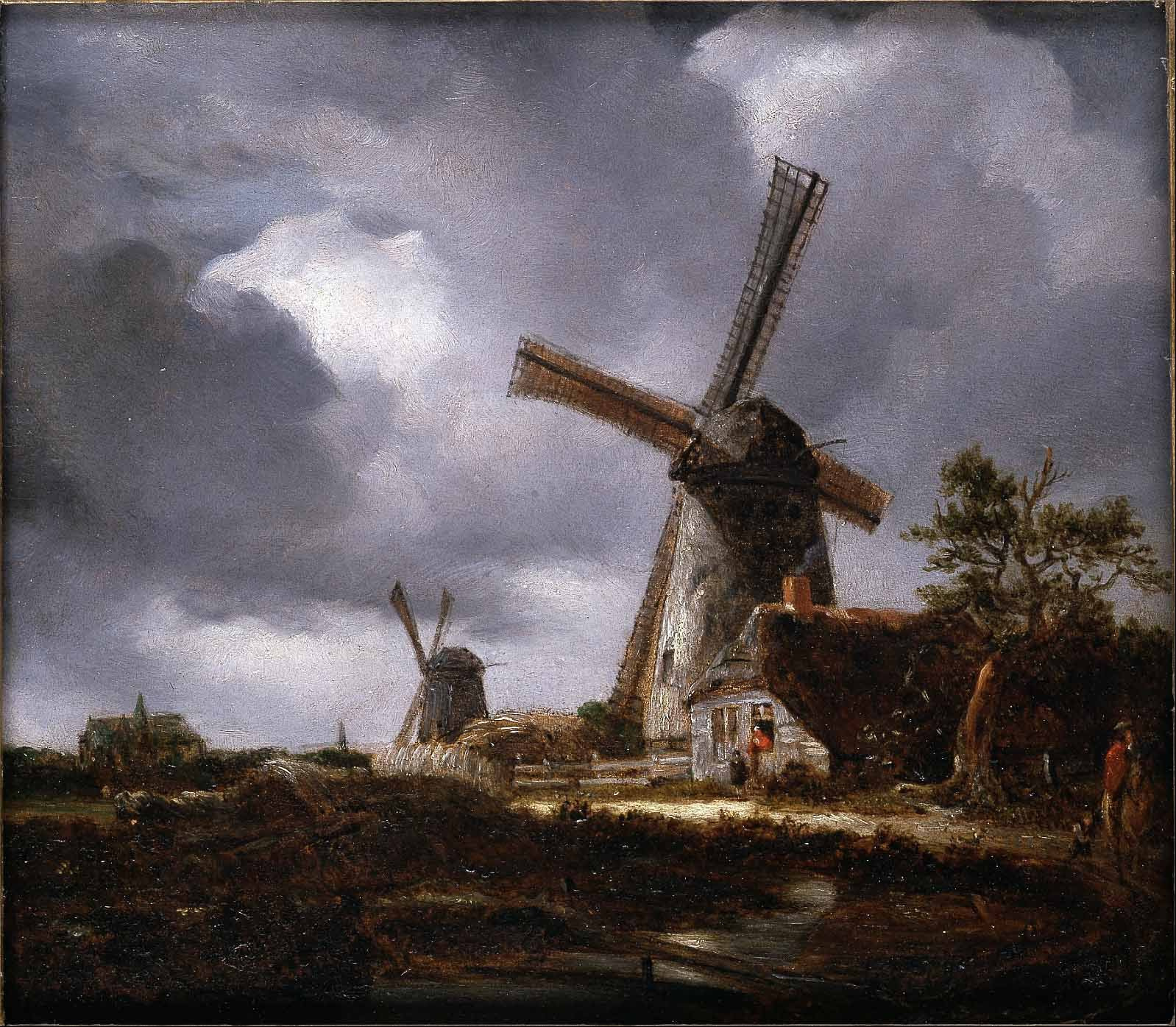
John Constable, copia del Paisaje con molinos de viento cerca de Haarlem de Ruisdael, 1830

En el siglo XIX, Vincent van Gogh reconoció a Van Ruisdael como una gran influencia, llamándolo sublime, pero al mismo tiempo diciendo que sería un error intentar copiarlo. Van Gogh tenía dos grabados de Van Ruisdael en sus paredes, y pensaba que los Van Ruisdaels del Louvre eran "magníficos". Su experiencia de la campiña francesa se basó en su recuerdo del arte de Van Ruisdael. También se dice que el contemporáneo de Van Gogh, Claude Monet, está en deuda con Van Ruisdael. Incluso el minimalismo de Piet Mondriaan se remonta a los panoramas de Van Ruisdael.
Entre los historiadores y críticos de arte, la reputación de Van Ruisdael ha tenido altibajos a lo largo de los siglos. El primer relato, en 1718, es de Houbraken, quien alabó el dominio técnico que permitió a Van Ruisdael representar de manera realista el agua que cae y el mar. En 1781, Sir Joshua Reynolds, fundador de la Royal Academy, admiró la frescura y la fuerza de los paisajes de Van Ruisdael. Pero un par de décadas después, otros críticos ingleses quedaron menos impresionados. En 1801, Henry Fuseli, profesor de la Real Academia, expresó su desprecio por toda la Escuela Holandesa de Paisaje, descartándola como nada más que una "transcripción del lugar", una mera "presentación de colinas y valles, grupos de árboles". Es de destacar que uno de los estudiantes de Fuseli fue Constable, cuya admiración por Van Ruisdael se mantuvo sin cambios. Casi al mismo tiempo en Alemania, el escritor, estadista y científico Johann Wolfgang von Goethe elogió a Van Ruisdael como un artista pensante, incluso un poeta, diciendo que "demuestra una notable habilidad para localizar el punto exacto en el que entra en juego la facultad creativa en contacto con una mente lúcida ". Sin embargo, John Ruskin, en 1860, se enfureció contra Van Ruisdael y otros paisajistas holandeses de la Edad de Oro, llamando a sus paisajes lugares donde "perdemos no solo toda la fe en la religión sino todo el recuerdo de ella". En 1915, el historiador de arte holandés Abraham Bredius dijo que su compatriota era no tanto un pintor como un poeta.
Los historiadores del arte más recientes han calificado a Van Ruisdael  muy altamente. Kenneth Clark lo describió como "el mayor maestro de la visión natural antes de Constable". Waldemar Januszczak lo considera un narrador maravilloso. Januszczak no considera a Van Ruisdael el mejor paisajista de todos los tiempos, pero está especialmente impresionado por sus trabajos de adolescente. Slive afirma que Van Ruisdael es reconocido "por consentimiento general, como el paisajista preeminente de la Edad de Oro del arte holandés".
   "Ruisdael realmente no merece ser subestimado ... era un prodigio a quien deberíamos clasificar en el número 8 o 9 en la escala de Mozart".
- El crítico de arte de The Guardian Waldemar Januszczak
Van Ruisdael es ahora visto como el artista principal de la fase "clásica" en el arte del paisaje holandés, que se basó en el realismo de la fase "tonal" anterior. La fase tonal sugirió atmósfera mediante el uso de la tonalidad, mientras que la fase clásica buscó un efecto más grandioso, con pinturas construidas a través de una serie de contrastes vigorosos de forma sólida contra el cielo y de luz contra sombra, con un árbol, un animal, o molino de viento a menudo.
Aunque muchas de las obras de Van Ruisdael se exhibieron en la Exposición de Tesoros del Arte, Mánchester 1857, y varias otras grandes exposiciones en todo el mundo desde entonces, no fue hasta 1981 que una exposición se dedicó exclusivamente a Van Ruisdael. Se exhibieron más de cincuenta pinturas y treinta y cinco dibujos y grabados, primero en el Mauritshuis de La Haya y luego, en 1982, en el Museo Fogg de Cambridge, Massachusetts. En 2006, la Royal Academy de Londres acogió una exposición Van Ruisdael Master of Landscape, mostrando obras de más de quince colecciones.